# Copa Mundial Femenina de Fútbol de 2007
La Copa Mundial Femenina de la FIFA China 2007™ (en chino: 2007年FIFA女子世界杯) fue la quinta edición de la Copa Mundial Femenina de Fútbol organizada por la FIFA. Esta versión del torneo se realizó en la República Popular China, del 10 al 30 de septiembre de 2007. El país, que ya había organizado la primera edición del evento en 1991, fue posteriormente designado como sede de la Copa Mundial Femenina de Fútbol de 2003, pero el estallido de la epidemia de síndrome respiratorio agudo severo obligó al traslado del torneo a los Estados Unidos. Tras ello, la FIFA garantizó a la nación asiática la organización del siguiente certamen, como preludio a los Juegos Olímpicos de Pekín 2008.
Un total de 119 selecciones disputaron las rondas clasificatorias, alcanzando un nuevo récord histórico de participantes. La selección de Alemania, defensora del título, también participó del proceso, luego de que FIFA determinara, a partir de esta edición, que el campeón del mundo no obtendría la clasificación directa al siguiente Mundial femenino. De estos, 15 equipos accedieron a la fase final del torneo, acompañando a la anfitriona China.
Fue la única edición mundialista que no contó con ninguna selección debutante. En el partido inaugural, Alemania goleó 11-0 a Argentina, estableciendo por entonces la mayor goleada en la historia de la competición (hasta el 13-0 que Estados Unidos le propinó a Tailandia en el Mundial de Francia 2019). Entre las sorpresas del torneo estuvo la temprana eliminación de Suecia, última subcampeona, que no logró pasar la primera fase. Por su parte, Australia superó por primera vez la instancia de grupos, dejando afuera a Canadá, semifinalista del certamen anterior. A la final arribaron Alemania y Brasil, primer equipo sudamericano en llegar al partido decisivo. El encuentro fue ganado por las europeas por 2-0, que lograron su segundo título y se transformaron en la primera selección en defender con éxito su corona. El seleccionado germano, además, finalizó el torneo sin goles en contra, siendo la única selección en la historia de la copa en consagrarse con la valla invicta.

## Organización

### Sedes
Los partidos de la Copa Mundial se celebraron en 5 estadios. El estadio Hongkou de Shanghái, sede del partido inicial y final, fue remodelado para aumentar su capacidad, mientras que el estadio Olímpico de Tianjin fue construido especialmente para ser sede tanto del presente certamen como de algunos encuentros de los torneos masculino y femenino de fútbol en los Juegos Olímpicos de 2008.
| Tianjin               | Tianjin Shanghái Hangzhou Wuhan Chengdu | Tianjin Shanghái Hangzhou Wuhan Chengdu |
| --------------------- | --------------------------------------- | --------------------------------------- |
| Tianjin               | Tianjin Shanghái Hangzhou Wuhan Chengdu | Tianjin Shanghái Hangzhou Wuhan Chengdu |
| Estadio Olímpico      | Tianjin Shanghái Hangzhou Wuhan Chengdu | Tianjin Shanghái Hangzhou Wuhan Chengdu |
| Capacidad: 60 000     | Tianjin Shanghái Hangzhou Wuhan Chengdu | Tianjin Shanghái Hangzhou Wuhan Chengdu |
|                       | Tianjin Shanghái Hangzhou Wuhan Chengdu | Tianjin Shanghái Hangzhou Wuhan Chengdu |
| Wuhan                 | Tianjin Shanghái Hangzhou Wuhan Chengdu | Tianjin Shanghái Hangzhou Wuhan Chengdu |
| Provincia de Hubei    | Tianjin Shanghái Hangzhou Wuhan Chengdu | Tianjin Shanghái Hangzhou Wuhan Chengdu |
| Centro deportivo      | Tianjin Shanghái Hangzhou Wuhan Chengdu | Tianjin Shanghái Hangzhou Wuhan Chengdu |
| Capacidad: 55 000     | Tianjin Shanghái Hangzhou Wuhan Chengdu | Tianjin Shanghái Hangzhou Wuhan Chengdu |
|                       | Tianjin Shanghái Hangzhou Wuhan Chengdu | Tianjin Shanghái Hangzhou Wuhan Chengdu |
| Hangzhou              | Chengdu                                 | Shanghái                                |
| Provincia de Zhejiang | Provincia de Sichuan                    | Shanghái                                |
| Estadio Yellow Dragon | Centro deportivo                        | Estadio Hongkou                         |
| Capacidad: 51 000     | Capacidad: 40 000                       | Capacidad: 33 000                       |
|                       |                                         |                                         |

## Equipos participantes
El torneo contó con 16 equipos participantes en su fase final. China, por ser país organizador, clasificó automáticamente mientras los restantes 15 participantes obtuvieron su cupo luego de superar los torneos clasificatorios correspondientes a cada confederación continental. El reparto de las quince plazas fue el siguiente:
- AFC: 2,5 cupos.
- CAF: 2 cupos.
- Concacaf: 2,5 cupos.
- Conmebol: 2 cupos.
- OFC: 1 cupos.
- UEFA: 5 cupos.

La UEFA, confederación europea, determinó que el torneo serviría como proceso clasificatorio para los Juegos Olímpicos de 2008, pasando a dicho evento los tres equipos con mejor rendimiento (sin considerar a Inglaterra, que no es miembro del Comité Olímpico Internacional).
| Confederación | Confederación | Confederación | Confederación | Confederación | Confederación |
| ------------- | ------------- | ------------- | ------------- | ------------- | ------------- |
| AFC           | CAF           | Concacaf      | Conmebol      | OFC           | UEFA          |

| Equipos participantes | Equipos participantes | Equipos participantes | Equipos participantes |
| --------------------- | --------------------- | --------------------- | --------------------- |
| Alemania              | Canadá                | Estados Unidos        | Nigeria               |
| Argentina             | China                 | Ghana                 | Noruega               |
| Australia             | Corea del Norte       | Inglaterra            | Nueva Zelanda         |
| Brasil                | Dinamarca             | Japón                 | Suecia                |

### Sorteo
El sorteo de la competición se llevó a cabo el 22 de abril de 2007 en el Centro de Exhibición de Ciencia y Tecnología Guanggu, en la ciudad de Wuhan.
Los 16 equipos fueron separados en cinco bombos. Alemania, defensora del título, y China, anfitriona, fueron designadas cabezas de serie de los grupos A y D, respectivamente. A ellas se sumaron los dos equipos con mejor ubicación en la clasificación mundial femenina de marzo de 2007: Estados Unidos (1.º) y Noruega (3.º). Los bombos restantes fueron conformados de acuerdo a factores deportivos y geográficos, a discreción de la FIFA. De acuerdo al criterio establecido, no podían incluirse en un mismo grupo dos selecciones de la misma confederación, a excepción de UEFA, que tendría dos en sólo uno de los grupos. Para facilitar el procedimiento del sorteo, se determinó que la mejor selección de Concacaf y la mejor de Conmebol (Canadá y Brasil, respectivamente) fueran incluidas en un bombo aparte, denominado "Bombo X".
| Bombo 1 Cabezas de serie | Bombo 2 AFC                     | Bombo 3 UEFA                | Bombo 4 CAF, Conmebol, OFC            | Bombo X Brasil y Canadá |
| --- | ------------------------------- | --------------------------- | ------------------------------------- | ----------------------- |
| Alemania (2) (vigente campeón, asignado al grupo A) China (11) (anfitrión, asignado al grupo D) Estados Unidos (1) Noruega (3) | Australia Corea del Norte Japón | Dinamarca Inglaterra Suecia | Argentina Ghana Nigeria Nueva Zelanda | Brasil Canadá           |

El procedimiento del sorteo fue el siguiente:
- Se sortearon en primer lugar los cuatro equipos del bombo 1, con el previo conocimiento de que Alemania sería cabeza del grupo A, y China del grupo D. El sorteo determinó que Estados Unidos encabezaría el grupo B, y Noruega el grupo C.
- Luego, se sortearon los tres equipos asiáticos del bombo 2. En esta instancia, se conocía con anticipación que los tres seleccionados terminarían ubicados en los grupos A, B y C, a fin de evitar que alguno de ellos acabara en el grupo D junto a China;
- Agotados los equipos del bombo 2, se tomó al azar una bolilla del bombo X para designar al segundo integrante del grupo D: fue seleccionado Brasil;
- Posteriormente, se procedió con el bombo 3, conformado por tres equipos de UEFA. La primera bolilla tomada fue asignada al grupo A, junto a Alemania, quedando determinado así el único grupo con dos combinados europeos; las dos bolillas restantes se asignaron, según el orden en el que salieron, a los grupos B y D, encabezados respectivamente por Estados Unidos y China;
- Terminado el bombo 3, se tomó la bolilla de Canadá del bombo X, y se asignó a tal seleccionado al grupo C, junto a Noruega.
- Por último, se sortearon los cuatro seleccionados del bombo 4, evitando que Argentina fuera cruzada con Brasil.

Como curiosidad, las selecciones de Estados Unidos, Corea del Norte, Nigeria y Suecia quedaron agrupadas en la misma zona, al igual que en el Mundial anterior. El alto nivel futbolístico de los equipos mencionados (tres de ellos se ubicaban entre los cinco mejores del mundo al momento del sorteo) lo convirtió en el denominado «grupo de la muerte».

## Fase de grupos
- Los horarios corresponden a la hora local en China (UTC+8).

### Grupo A
| Selección  | Pts. | PJ | PG | PE | PP | GF | GC | Dif. |
| ---------- | ---- | -- | -- | -- | -- | -- | -- | ---- |
| Alemania   | 7    | 3  | 2  | 1  | 0  | 13 | 0  | 13   |
| Inglaterra | 5    | 3  | 1  | 2  | 0  | 8  | 3  | 5    |
| Japón      | 4    | 3  | 1  | 1  | 1  | 3  | 4  | −1   |
| Argentina  | 0    | 3  | 0  | 0  | 3  | 1  | 18 | −17  |

| 10 de septiembre de 2007 | Alemania                                                                                               | 11:0 (5:0) | Argentina | Estadio Hongkou, Shanghái                                |                                                          |
| 20:00 CST (UTC+8) | Garefrekes 17' · Behringer 12', 24' · Prinz 29', 45+1', 59' · Lingor 51', 90+1' · Smisek 57', 70', 79' | Reporte    |           | Asistencia: 28 098 espectadores Árbitro(s): Tammy Ogston | Asistencia: 28 098 espectadores Árbitro(s): Tammy Ogston |
| Primera vez que una selección marca diez o más goles en un partido de la Copa Mundial Femenina. Mayor victoria de Alemania y peor derrota de Argentina en Mundiales femeninos. | |            |           |                                                          |                                                          |

| 11 de septiembre de 2007 | Japón             | 2:2 (0:0) | Inglaterra     | Estadio Hongkou, Shanghái                              |                                                        |
| 20:00 CST (UTC+8)        | Miyama 55', 90+5' | Reporte   | Smith 81', 83' | Asistencia: 27 146 espectadores Árbitro(s): Kari Seitz | Asistencia: 27 146 espectadores Árbitro(s): Kari Seitz |

| 14 de septiembre de 2007 | Argentina | 0:1 (0:0) | Japón        | Estadio Hongkou, Shanghái                                  |                                                            |
| 17:00 CST (UTC+8)        |           | Reporte   | Nagasato 90' | Asistencia: 27 730 espectadores Árbitro(s): Dagmar Damková | Asistencia: 27 730 espectadores Árbitro(s): Dagmar Damková |

| 14 de septiembre de 2007                                                            | Inglaterra | 0:0     | Alemania | Estadio Hongkou, Shanghái                                   |                                                             |
| 20:00 CST (UTC+8)                                                                   |            | Reporte |          | Asistencia: 27 730 espectadores Árbitro(s): Jenny Palmqvist | Asistencia: 27 730 espectadores Árbitro(s): Jenny Palmqvist |
| Primer partido que finaliza sin goles en una fase de grupos de un Mundial femenino. |            |         |          |                                                             |                                                             |

| 17 de septiembre de 2007 | Alemania                      | 2:0 (1:0) | Japón | Estadio Yellow Dragon, Hangzhou                            |                                                            |
| 17:00 CST (UTC+8)        | Prinz 21' · Lingor 87' (pen.) | Reporte   |       | Asistencia: 39 817 espectadores Árbitro(s): Adriana Correa | Asistencia: 39 817 espectadores Árbitro(s): Adriana Correa |

| 17 de septiembre de 2007                                 | Inglaterra                                                                               | 6:1 (2:0) | Argentina    | Centro deportivo, Chengdu                                         |                                                                   |
| 17:00 CST (UTC+8)                                        | González 9' (a.g.) · Scott 10' · Williams 50' (pen.) · Smith 64', 74' · Exley 90' (pen.) | Reporte   | González 60' | Asistencia: 30 730 espectadores Árbitro(s): Dianne Ferreira-James | Asistencia: 30 730 espectadores Árbitro(s): Dianne Ferreira-James |
| Mayor victoria de Inglaterra en los Mundiales femeninos. |                                                                                          |           |              |                                                                   |                                                                   |

### Grupo B
| Selección       | Pts. | PJ | PG | PE | PP | GF | GC | Dif. |
| --------------- | ---- | -- | -- | -- | -- | -- | -- | ---- |
| Estados Unidos  | 7    | 3  | 2  | 1  | 0  | 5  | 2  | 3    |
| Corea del Norte | 4    | 3  | 1  | 1  | 1  | 5  | 4  | 1    |
| Suecia          | 4    | 3  | 1  | 1  | 1  | 3  | 4  | −1   |
| Nigeria         | 1    | 3  | 0  | 1  | 2  | 1  | 4  | −3   |

| 11 de septiembre de 2007 | Estados Unidos             | 2:2 (0:0) | Corea del Norte               | Centro deportivo, Chengdu                                   |                                                             |
| 17:00 CST (UTC+8)        | Wambach 50' · O'Reilly 69' | Reporte   | S. H. Kil 58' · Y. A. Kim 60' | Asistencia: 35 100 espectadores Árbitro(s): Nicole Petignat | Asistencia: 35 100 espectadores Árbitro(s): Nicole Petignat |

| 11 de septiembre de 2007 | Nigeria  | 1:1 (0:0) | Suecia       | Centro deportivo, Chengdu                              |                                                        |
| 20:00 CST (UTC+8)        | Uwak 82' | Reporte   | Svensson 50' | Asistencia: 21 740 espectadores Árbitro(s): Huijun Niu | Asistencia: 21 740 espectadores Árbitro(s): Huijun Niu |

| 14 de septiembre de 2007 | Suecia | 0:2 (0:1) | Estados Unidos          | Centro deportivo, Chengdu                                |                                                          |
| 17:00 CST (UTC+8)        |        | Reporte   | Wambach 34' (pen.), 58' | Asistencia: 35 600 espectadores Árbitro(s): Gyöngyi Gaál | Asistencia: 35 600 espectadores Árbitro(s): Gyöngyi Gaál |

| 14 de septiembre de 2007 | Corea del Norte              | 2:0 (2:0) | Nigeria | Centro deportivo, Chengdu                                |                                                          |
| 20:00 CST (UTC+8)        | K. H. Kim 17' · K. S. Ri 21' | Reporte   |         | Asistencia: 35 600 espectadores Árbitro(s): Tammy Ogston | Asistencia: 35 600 espectadores Árbitro(s): Tammy Ogston |

| 18 de septiembre de 2007 | Nigeria | 0:1 (0:1) | Estados Unidos | Estadio Hongkou, Shanghái                              |                                                        |
| 20:00 CST (UTC+8)        |         | Reporte   | Chalupny 1'    | Asistencia: 6 100 espectadores Árbitro(s): Mayumi Oiwa | Asistencia: 6 100 espectadores Árbitro(s): Mayumi Oiwa |

| 18 de septiembre de 2007 | Corea del Norte | 1:2 (1:1) | Suecia          | Estadio Olímpico, Tianjin                                  |                                                            |
| 20:00 CST (UTC+8) | U. S. Ri 22'    | Reporte   | Schelin 4', 54' | Asistencia: 33 196 espectadores Árbitro(s): Christine Beck | Asistencia: 33 196 espectadores Árbitro(s): Christine Beck |
| Primera clasificación de Corea del Norte a una segunda fase, y primera eliminación de Suecia en una primera fase de un Mundial femenino. |                 |           |                 |                                                            |                                                            |

### Grupo C
| Selección | Pts. | PJ | PG | PE | PP | GF | GC | Dif. |
| --------- | ---- | -- | -- | -- | -- | -- | -- | ---- |
| Noruega   | 7    | 3  | 2  | 1  | 0  | 10 | 4  | 6    |
| Australia | 5    | 3  | 1  | 2  | 0  | 7  | 4  | 3    |
| Canadá    | 4    | 3  | 1  | 1  | 1  | 7  | 4  | 3    |
| Ghana     | 0    | 3  | 0  | 0  | 3  | 3  | 15 | −12  |

| 12 de septiembre de 2007                                    | Ghana       | 1:4 (1:0) | Australia                                    | Estadio Yellow Dragon, Hangzhou                            |                                                            |
| 17:00 CST (UTC+8)                                           | Amankwa 70' | Reporte   | Walsh 15' · De Vanna 57', 81' · Garriock 69' | Asistencia: 30 752 espectadores Árbitro(s): Adriana Correa | Asistencia: 30 752 espectadores Árbitro(s): Adriana Correa |
| Primera victoria de Australia en una Copa Mundial Femenina. |             |           |                                              |                                                            |                                                            |

| 12 de septiembre de 2007 | Noruega                         | 2:1 (0:1) | Canadá      | Estadio Yellow Dragon, Hangzhou                            |                                                            |
| 20:00 CST (UTC+8)        | Gulbrandsen 52' · Horpestad 81' | Reporte   | Chapman 33' | Asistencia: 30 752 espectadores Árbitro(s): Christine Beck | Asistencia: 30 752 espectadores Árbitro(s): Christine Beck |

| 15 de septiembre de 2007 | Canadá                                       | 4:0 (1:0) | Ghana | Estadio Yellow Dragon, Hangzhou                             |                                                             |
| 17:00 CST (UTC+8)        | Sinclair 16', 62' · Schmidt 55' · Franko 77' | Reporte   |       | Asistencia: 33 835 espectadores Árbitro(s): Nicole Petignat | Asistencia: 33 835 espectadores Árbitro(s): Nicole Petignat |

| 15 de septiembre de 2007 | Australia    | 1:1 (0:1) | Noruega           | Estadio Yellow Dragon, Hangzhou                        |                                                        |
| 20:00 CST (UTC+8)        | De Vanna 83' | Reporte   | R. Gulbrandsen 5' | Asistencia: 33 835 espectadores Árbitro(s): Niu Huijun | Asistencia: 33 835 espectadores Árbitro(s): Niu Huijun |

| 20 de septiembre de 2007                                                          | Noruega | 7:2 (3:0) | Ghana                                | Estadio Yellow Dragon, Hangzhou                              |                                                              |
| 17:00 CST (UTC+8)                                                                 | Storlokken 4' · R. Gulbrandsen 39', 59', 62' · Stangeland Horpestad 45' (pen.) · Herlovsen 56' · Klaveness 69' | Reporte   | Bayor 73' · Florence Okoe 80' (pen.) | Asistencia: 43 817 espectadores Árbitro(s): Jennifer Bennett | Asistencia: 43 817 espectadores Árbitro(s): Jennifer Bennett |
| Ragnhild Gulbrandsen anotó el gol 500 en la historia de la Copa Mundial Femenina. | |           |                                      |                                                              |                                                              |

| 20 de septiembre de 2007                                                            | Australia                      | 2:2 (0:1) | Canadá                     | Centro deportivo, Chengdu                                |                                                          |
| 17:00 CST (UTC+8)                                                                   | McCallum 53' · Salisbury 90+2' | Reporte   | Tancredi 1' · Sinclair 85' | Asistencia: 29 300 espectadores Árbitro(s): Gyöngyi Gaál | Asistencia: 29 300 espectadores Árbitro(s): Gyöngyi Gaál |
| Primera clasificación de Australia a una segunda fase de una Copa Mundial Femenina. |                                |           |                            |                                                          |                                                          |

### Grupo D
| Selección     | Pts. | PJ | PG | PE | PP | GF | GC | Dif. |
| ------------- | ---- | -- | -- | -- | -- | -- | -- | ---- |
| Brasil        | 9    | 3  | 3  | 0  | 0  | 10 | 0  | 10   |
| China         | 6    | 3  | 2  | 0  | 1  | 5  | 6  | −1   |
| Dinamarca     | 3    | 3  | 1  | 0  | 2  | 4  | 4  | 0    |
| Nueva Zelanda | 0    | 3  | 0  | 0  | 3  | 0  | 9  | −9   |

| 12 de septiembre de 2007                                   | Nueva Zelanda | 0:5 (0:1) | Brasil                                                            | Centro deportivo, Wuhan                                       |                                                               |
| 17:00 CST (UTC+8)                                          |               | Reporte   | Daniela 10' · Cristiane 54' · Marta 74', 90+3' · Renata Costa 86' | Asistencia: 50 800 espectadores Árbitro(s): Kamnueng Pannipar | Asistencia: 50 800 espectadores Árbitro(s): Kamnueng Pannipar |
| Peor derrota de Nueva Zelanda en la Copa Mundial Femenina. |               |           |                                                                   |                                                               |                                                               |

| 12 de septiembre de 2007 | China                                     | 3:2 (1:0) | Dinamarca                | Centro deportivo, Wuhan                                           |                                                                   |
| 20:00 CST (UTC+8)        | Li Jie 31' · Bi Yan 50' · Song Xiaoli 88' | Reporte   | Nielsen 51' · Paaske 87' | Asistencia: 50 800 espectadores Árbitro(s): Dianne Ferreira-James | Asistencia: 50 800 espectadores Árbitro(s): Dianne Ferreira-James |

| 15 de septiembre de 2007 | Dinamarca                 | 2:0 (0:0) | Nueva Zelanda | Centro deportivo, Wuhan                                 |                                                         |
| 17:00 CST (UTC+8)        | Pedersen 61' · Paaske 66' | Reporte   |               | Asistencia: 54 000 espectadores Árbitro(s): Mayumi Oiwa | Asistencia: 54 000 espectadores Árbitro(s): Mayumi Oiwa |

| 15 de septiembre de 2007                                                     | Brasil                              | 4:0 (1:0) | China | Centro deportivo, Wuhan                                      |                                                              |
| 20:00 CST (UTC+8)                                                            | Marta 42', 70' · Cristiane 47', 48' | Reporte   |       | Asistencia: 54 000 espectadores Árbitro(s): Jennifer Bennett | Asistencia: 54 000 espectadores Árbitro(s): Jennifer Bennett |
| Primera derrota de China en una fase de grupos de una Copa Mundial Femenina. |                                     |           |       |                                                              |                                                              |

| 20 de septiembre de 2007 | Brasil         | 1:0 (0:0) | Dinamarca | Estadio Yellow Dragon, Hangzhou                        |                                                        |
| 20:00 CST (UTC+8)        | Pretinha 90+1' | Reporte   |           | Asistencia: 43 817 espectadores Árbitro(s): Kari Seitz | Asistencia: 43 817 espectadores Árbitro(s): Kari Seitz |

| 20 de septiembre de 2007 | China                       | 2:0 (0:0) | Nueva Zelanda | Estadio Olímpico, Tianjin                                  |                                                            |
| 20:00 CST (UTC+8)        | Li Jie 57' · Xie Caixia 79' | Reporte   |               | Asistencia: 56 208 espectadores Árbitro(s): Dagmar Damková | Asistencia: 56 208 espectadores Árbitro(s): Dagmar Damková |

## Fase de eliminatorias

### Cuadro de desarrollo
|  | Cuartos de final           | Cuartos de final            |                             |   | Semifinales                  | Semifinales                  |  |  | Final | Final |
|  |                            |                             |                             |   |                              |                              |  |  |       |       |
|  | 22 de septiembre – Wuhan   |                             |                             |   |                              |                              |  |  |       |       |
|  |                            |                             |                             |   |                              |                              |  |  |       |       |
|  | Alemania                   | 3                           |                             |   |                              |                              |  |  |       |       |
|  | Alemania                   | 3                           | 26 de septiembre – Tianjin  |   |                              |                              |  |  |       |       |
|  | Corea del Norte            | 0                           |                             |   |                              |                              |  |  |       |       |
|  | Corea del Norte            | 0                           | Alemania                    | 3 |                              |                              |  |  |       |       |
|  | 23 de septiembre – Wuhan   |                             | Alemania                    | 3 |                              |                              |  |  |       |       |
|  |                            | Noruega                     | 0                           |   |                              |                              |  |  |       |       |
|  | Noruega                    | Noruega                     | 0                           | 1 |                              |                              |  |  |       |       |
|  | Noruega                    |                             | 30 de septiembre – Shanghái | 1 |                              |                              |  |  |       |       |
|  | China                      | 0                           |                             |   |                              |                              |  |  |       |       |
|  | China                      | 0                           | Alemania                    | 2 |                              |                              |  |  |       |       |
|  | 22 de septiembre – Tianjin |                             | Alemania                    | 2 |                              |                              |  |  |       |       |
|  |                            | Brasil                      | 0                           |   |                              |                              |  |  |       |       |
|  | Estados Unidos             | Brasil                      | 0                           | 3 |                              |                              |  |  |       |       |
|  | Estados Unidos             | 27 de septiembre – Hangzhou |                             | 3 |                              |                              |  |  |       |       |
|  | Inglaterra                 | 0                           |                             |   |                              |                              |  |  |       |       |
|  | Inglaterra                 | 0                           | Estados Unidos              | 0 |                              |                              |  |  |       |       |
|  | 23 de septiembre – Tianjin |                             | Estados Unidos              | 0 |                              |                              |  |  |       |       |
|  |                            | Brasil                      | 4                           |   | Partido por el tercer puesto | Partido por el tercer puesto |  |  |       |       |
|  | Brasil                     | Brasil                      | 4                           | 3 | Partido por el tercer puesto | Partido por el tercer puesto |  |  |       |       |
|  | Brasil                     |                             | 30 de septiembre – Shanghái | 3 |                              |                              |  |  |       |       |
|  | Australia                  | 2                           |                             |   |                              |                              |  |  |       |       |
|  | Australia                  | 2                           | Noruega                     | 1 |                              |                              |  |  |       |       |
|  |                            |                             |                             |   |                              |                              |  |  |       |       |
|  | Estados Unidos             | 4                           |                             |   |                              |                              |  |  |       |       |
|  | Estados Unidos             | 4                           |                             |   |                              |                              |  |  |       |       |

### Cuartos de final
| 22 de septiembre de 2007 | Alemania                                | 3:0 (1:0) | Corea del Norte | Centro deportivo, Wuhan                                  |                                                          |
| 17:00 CST (UTC+8)        | Garefrekes 44' · Lingor 51' · Krahn 72' | Reporte   |                 | Asistencia: 37 200 espectadores Árbitro(s): Tammy Ogston | Asistencia: 37 200 espectadores Árbitro(s): Tammy Ogston |

| 22 de septiembre de 2007 | Estados Unidos                     | 3:0 (0:0) | Inglaterra | Estadio Olímpico, Tianjin                                   |                                                             |
| 20:00 CST (UTC+8)        | Wambach 48' · Boxx 57' · Lilly 60' | Reporte   |            | Asistencia: 29 586 espectadores Árbitro(s): Jenny Palmqvist | Asistencia: 29 586 espectadores Árbitro(s): Jenny Palmqvist |

| 23 de septiembre de 2007 | Noruega       | 1:0 (1:0) | China | Centro deportivo, Wuhan                                  |                                                          |
| 17:00 CST (UTC+8)        | Herlovson 32' | Reporte   |       | Asistencia: 52 000 espectadores Árbitro(s): Gyöngyi Gaál | Asistencia: 52 000 espectadores Árbitro(s): Gyöngyi Gaál |

| 23 de septiembre de 2007 | Brasil                                        | 3:2 (2:0) | Australia                    | Estadio Olímpico, Tianjin                                  |                                                            |
| 20:00 CST (UTC+8)        | Formiga 4' · Marta 23' (pen.) · Cristiane 75' | Reporte   | De Vanna 36' · Colthorpe 68' | Asistencia: 35 061 espectadores Árbitro(s): Christine Beck | Asistencia: 35 061 espectadores Árbitro(s): Christine Beck |

### Semifinales
| 26 de septiembre de 2007 | Alemania                                        | 3:0 (1:0) | Noruega | Estadio Olímpico, Tianjin                                  |                                                            |
| 20:00 CST (UTC+8)        | Rønning 42' (a.g.) · Stegemann 72' · Müller 76' | Reporte   |         | Asistencia: 53 819 espectadores Árbitro(s): Dagmar Damková | Asistencia: 53 819 espectadores Árbitro(s): Dagmar Damková |

| 27 de septiembre de 2007 | Estados Unidos | 0:4 (0:2) | Brasil                                              | Estadio Yellow Dragon, Hangzhou                             |                                                             |
| 20:00 CST (UTC+8) |                | Reporte   | Osborne 20' (a.g.) · Marta 27', 79' · Cristiane 56' | Asistencia: 47 818 espectadores Árbitro(s): Nicole Petignat | Asistencia: 47 818 espectadores Árbitro(s): Nicole Petignat |
| Peor derrota de Estados Unidos en la Copa Mundial Femenina. Primera clasificación de Brasil a una final de un Mundial femenino. |                |           |                                                     |                                                             |                                                             |

### Tercer puesto
| 30 de septiembre de 2007 | Noruega         | 1:4 (0:1) | Estados Unidos                                 | Estadio Hongkou, Shanghái                                |                                                          |
| 17:00 CST (UTC+8)        | Gulbrandsen 63' | Reporte   | Wambach 30', 46' · Chalupny 58' · O'Reilly 59' | Asistencia: 32 068 espectadores Árbitro(s): Gyöngyi Gaál | Asistencia: 32 068 espectadores Árbitro(s): Gyöngyi Gaál |

### Final
| 30 de septiembre de 2007 | Alemania                | 2:0 (0:0) | Brasil | Estadio Hongkou, Shanghái                                |                                                          |
| 20:00 CST (UTC+8) | Prinz 52' · Laudehr 86' | Reporte   |        | Asistencia: 31 000 espectadores Árbitro(s): Tammy Ogston | Asistencia: 31 000 espectadores Árbitro(s): Tammy Ogston |
| Primera final disputada entre un equipo europeo y uno sudamericano. Alemania es la primera selección en revalidar su título, además es la primera en consagrarse campeona sin conceder un solo gol en todo el torneo. |                         |           |        |                                                          |                                                          |

|                             |
| Bandera de Alemania         |
| Campeón Alemania 2.º título |

## Estadísticas

### Tabla general

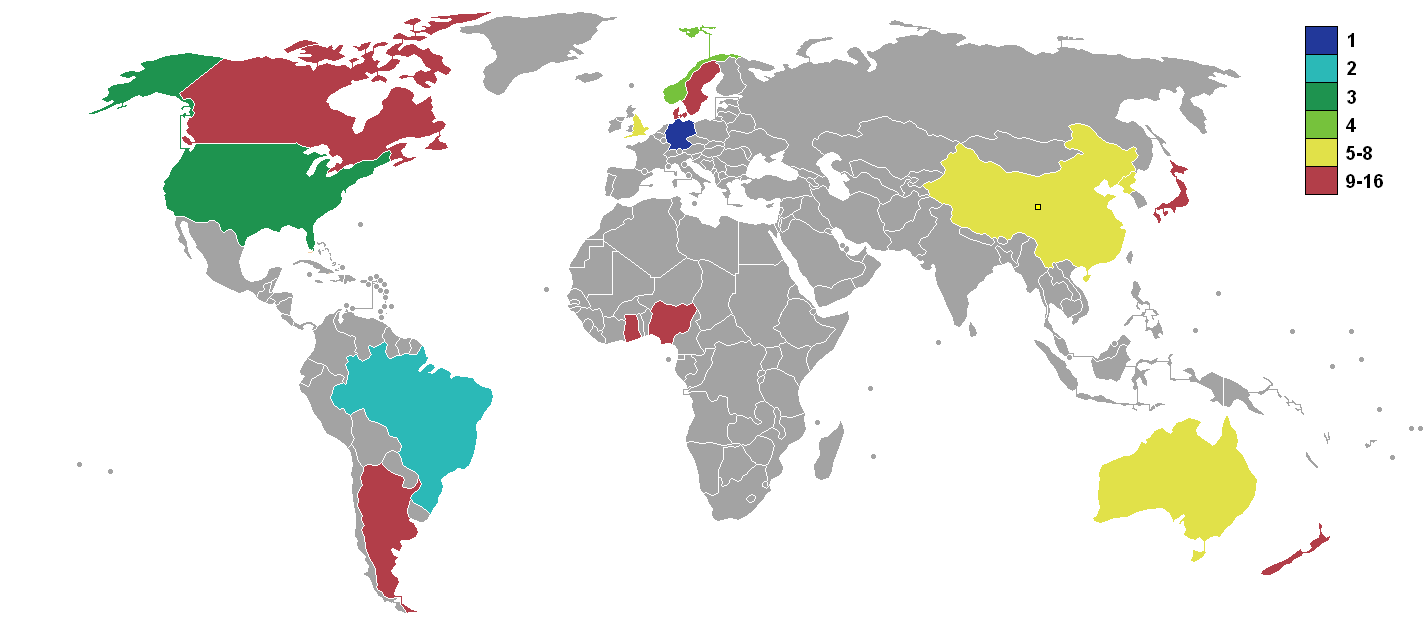
Mapa según los resultados del torneo.

| Pos. | Selección       | Pts. | PJ | PG | PE | PP | GF | GC | Dif. | Rend.  |
| ---- | --------------- | ---- | -- | -- | -- | -- | -- | -- | ---- | ------ |
| 1    | Alemania        | 16   | 6  | 5  | 1  | 0  | 21 | 0  | 21   | 100%   |
| 2    | Brasil          | 15   | 6  | 5  | 0  | 1  | 17 | 4  | 13   | 83,33% |
| 3    | Estados Unidos  | 13   | 6  | 4  | 1  | 1  | 12 | 7  | 5    | 72,22% |
| 4    | Noruega         | 10   | 6  | 3  | 1  | 2  | 12 | 11 | 1    | 55,55% |
| 5    | China           | 6    | 4  | 2  | 0  | 2  | 5  | 7  | −2   | 50%    |
| 6    | Australia       | 5    | 4  | 1  | 2  | 1  | 9  | 7  | 2    | 41,67% |
| 7    | Inglaterra      | 5    | 4  | 1  | 2  | 1  | 8  | 6  | 2    | 41,67% |
| 8    | Corea del Norte | 4    | 4  | 1  | 2  | 2  | 5  | 7  | −2   | 33,33% |
| 9    | Canadá          | 4    | 3  | 1  | 1  | 1  | 7  | 4  | 3    | 44,44% |
| 10   | Japón           | 4    | 3  | 1  | 1  | 1  | 3  | 4  | −1   | 44,44% |
| 10   | Suecia          | 4    | 3  | 1  | 1  | 1  | 3  | 4  | −1   | 44,44% |
| 12   | Dinamarca       | 3    | 3  | 1  | 0  | 2  | 4  | 4  | 0    | 33,33% |
| 13   | Nigeria         | 1    | 3  | 0  | 1  | 2  | 1  | 4  | −3   | 11,11% |
| 14   | Nueva Zelanda   | 0    | 3  | 0  | 0  | 3  | 0  | 9  | −9   | 0%     |
| 15   | Ghana           | 0    | 3  | 0  | 0  | 3  | 3  | 15 | −12  | 0%     |
| 16   | Argentina       | 0    | 3  | 0  | 0  | 3  | 1  | 18 | −17  | 0%     |

### Goleadoras
| Jugadora             | Selección      | Goles |
| -------------------- | -------------- | ----- |
| Marta                | Brasil         | 7     |
| Ragnhild Gulbrandsen | Noruega        | 6     |
| Abby Wambach         | Estados Unidos | 6     |
| Cristiane            | Brasil         | 5     |
| Birgit Prinz         | Alemania       | 5     |
| Lisa De Vanna        | Australia      | 4     |
| Renate Lingor        | Alemania       | 4     |
| Kelly Smith          | Inglaterra     | 4     |
| Christine Sinclair   | Canadá         | 3     |
| Sandra Smisek        | Alemania       | 3     |

## Premios y reconocimientos

### Balón de Oro
Patrocinado por la marca de ropa deportiva Adidas, fue ganado por la futbolista brasileña Marta.
| Premio          |  | Jugadora     | Selección |
| --------------- |  | ------------ | --------- |
| Balón de Oro    |  | Marta        | Brasil    |
| Balón de Plata  |  | Birgit Prinz | Alemania  |
| Balón de Bronce |  | Cristiane    | Brasil    |

### Bota de Oro
La futbolista brasileña Marta se consagró como la goleadora del torneo con 7 tantos, y obtuvo la Bota de Oro Adidas.
| Premio         |  | Jugadora             | Selección      | Goles | Asistencias |
| -------------- |  | -------------------- | -------------- | ----- | ----------- |
| Bota de Oro    |  | Marta                | Brasil         | 7     | 5           |
| Bota de Plata  |  | Abby Wambach         | Estados Unidos | 6     | 1           |
| Bota de Bronce |  | Ragnhild Gulbrandsen | Noruega        | 6     | 0           |

### Mejor portera
| Premio        |  | Jugadora       | Selección |
| ------------- |  | -------------- | --------- |
| Guante de Oro |  | Nadine Angerer | Alemania  |

### Juego limpio
| Premio                            | Selección |
| --------------------------------- | --------- |
| Premio al Juego Limpio de la FIFA | Noruega   |

### Gol del Torneo
Por primera vez, el sitio oficial de FIFA hizo pública una votación para determinar al mejor gol de la competencia. Resultó ganador el gol que la brasileña Marta marcó en la semifinal ante Estados Unidos, a los 79' de juego.
| Jugadora           | Selección       | Rival           | Minuto | Resultado parcial | Resultado final |
| ------------------ | --------------- | --------------- | ------ | ----------------- | --------------- |
| Marta              | Brasil          | Estados Unidos  | 79'    | 4:0               | 4:0             |
| Cristiane          | Brasil          | Australia       | 75'    | 3:2               | 3:2             |
| Formiga            | Brasil          | Australia       | 4'     | 1:0               | 3:2             |
| Abby Wambach       | Estados Unidos  | Suecia          | 58'    | 2:0               | 2:0             |
| Lisa De Vanna      | Australia       | Noruega         | 83'    | 1:1               | 1:1             |
| Kerstin Garefrekes | Alemania        | Corea del Norte | 44'    | 1:0               | 3:0             |
| Ri Un-suk          | Corea del Norte | Suecia          | 22'    | 1:1               | 1:2             |
| Song Xiaoli        | China           | Dinamarca       | 88'    | 3:2               | 3:2             |
| Heather Garriock   | Australia       | Ghana           | 69'    | 3:0               | 4:1             |
| Aya Miyama         | Japón           | Inglaterra      | 90+5'  | 2:2               | 2:2             |

### Equipo estelar
| Porteras                    | Defensoras                                                      | Mediocampistas                                                             | Delanteras                                 |
| --------------------------- | --------------------------------------------------------------- | -------------------------------------------------------------------------- | ------------------------------------------ |
| Nadine Angerer Bente Nordby | Ariane Hingst Li Jie Ane Stangeland Horpestad Kerstin Stegemann | Daniela Formiga Kelly Smith Renate Lingor Ingvild Stensland Kristine Lilly | Lisa De Vanna Marta Cristiane Birgit Prinz |

## Clasificación de UEFA a losJuegos Olímpicos de Pekín 2008
La Copa Mundial Femenina de 2007 fue utilizada por los equipos miembros de UEFA como vía de clasificación al torneo femenino de los Juegos Olímpicos de 2008. En total, cinco selecciones europeas participaron de la copa, de las cuales tres accederían al certamen olímpico. No obstante, Inglaterra no calificaba como elegible, al no ser miembro del Comité Olímpico Internacional, por lo que los tres cupos serían definidos entre los cuatro equipos restantes.
Las selecciones de Alemania y de Noruega obtuvieron las dos primeras plazas, al finalizar la copa en primer y cuarto lugar, respectivamente. Por su parte, Suecia y Dinamarca quedaron eliminadas en primera fase, por lo que el tercer y último cupo fue definido mediante un repechaje a doble partido entre ambos combinados.
| Pos. | Selección               | F.   | Pts. | PJ | PG | PE | PP | GF | GC | Dif. |
| ---- | ----------------------- | ---- | ---- | -- | -- | -- | -- | -- | -- | ---- |
| 1    | Alemania                | 1.º  | 16   | 6  | 5  | 1  | 0  | 21 | 0  | 21   |
| 2    | Noruega                 | 4.º  | 10   | 6  | 3  | 1  | 2  | 12 | 11 | 1    |
| 3    | Inglaterra (inelegible) | 4tos | 5    | 4  | 1  | 2  | 1  | 8  | 6  | 2    |
| 4    | Suecia                  | FG   | 4    | 3  | 1  | 1  | 1  | 3  | 4  | −1   |
| 5    | Dinamarca               | FG   | 3    | 3  | 1  | 0  | 2  | 4  | 4  | 0    |

### Repechaje de clasificación
| 8 de noviembre de 2007 | Dinamarca               | 2:4 (1:1) | Suecia                                       | Estadio Viborg, Viborg                                      |                                                             |
| 19:00 CET (UTC+1)      | Sørensen 31' · Pape 73' | Reporte   | Landström 30' · Schelin 46', 65' · Seger 49' | Asistencia: 4 011 espectadores Árbitro(s): Cristina Ionescu | Asistencia: 4 011 espectadores Árbitro(s): Cristina Ionescu |

| 28 de noviembre de 2007 | Suecia                          | 3:1 (2:0) | Dinamarca    | Estadio Råsunda, Estocolmo                                     |                                                                |
| 19:00 CET (UTC+1)       | Schelin 43' · Svensson 45', 74' | Reporte   | Sørensen 80' | Asistencia: 4 078 espectadores Árbitro(s): Alexandra Ihringová | Asistencia: 4 078 espectadores Árbitro(s): Alexandra Ihringová |

### Clasificados a los Juegos Olímpicos de Pekín 2008
| Bandera de Alemania | Bandera de Noruega | Bandera de Suecia |
| Alemania            | Noruega            | Suecia            |